# Ərəbşahverdi (Qobustan)
Ərəbşahverdi è un comune dell'Azerbaigian situato nel distretto di Qobustan. Conta una popolazione di 538 abitanti.